# سیلوی تهران
سیلوی تهران مربوط به دوره پهلوی اول است و در تهران، حد فاصل بلوار بعثت، بزرگراه شهید رجایی واقع شده و این اثر در تاریخ ۱۹ مرداد ۱۳۸۴ با شمارهٔ ثبت ۱۲۷۸۲ به‌عنوان یکی از آثار ملی ایران به ثبت رسیده است.